# Гартвік (Айова)
Гартвік (англ. Hartwick) — місто (англ. city) в США, в окрузі Повешік штату Айова. Населення — 92 особи (2020).

## Географія
Гартвік розташований за координатами 41°47′10″ пн. ш. 92°20′43″ зх. д. / 41.78611° пн. ш. 92.34528° зх. д. (41.786146, -92.345356).  За даними Бюро перепису населення США в 2010 році місто мало площу 0,35 км², уся площа — суходіл.

## Демографія
Згідно з переписом 2010 року, у місті мешкало 86 осіб у 38 домогосподарствах у складі 25 родин. Густота населення становила 248 осіб/км².  Було 40 помешкань (115/км²).
Расовий склад населення:
| - 97,7 % — білих |

До двох чи більше рас належало 2,3 %. Частка іспаномовних становила 0,0 % від усіх жителів.
За віковим діапазоном населення розподілялося таким чином: 22,1 % — особи молодші 18 років, 60,5 % — особи у віці 18—64 років, 17,4 % — особи у віці 65 років та старші. Медіана віку мешканця становила 35,0 року. На 100 осіб жіночої статі у місті припадало 95,5 чоловіків;  на 100 жінок у віці від 18 років та старших — 91,4 чоловіків також старших 18 років.
Середній дохід на одне домашнє господарство  становив 69 993 долари США (медіана — 56 250), а середній дохід на одну сім'ю — 77 917 доларів (медіана — 65 000). Медіана доходів становила 46 250 доларів для чоловіків та 29 583 долари для жінок. За межею бідності перебувало 3,0 % осіб, у тому числі 8,3 % дітей у віці до 18 років та 0,0 % осіб у віці 65 років та старших.
Цивільне працевлаштоване населення становило 56 осіб. Основні галузі зайнятості: виробництво — 32,1 %, роздрібна торгівля — 17,9 %, освіта, охорона здоров'я та соціальна допомога — 17,9 %.